# Mouha Oulhoussein Achiban

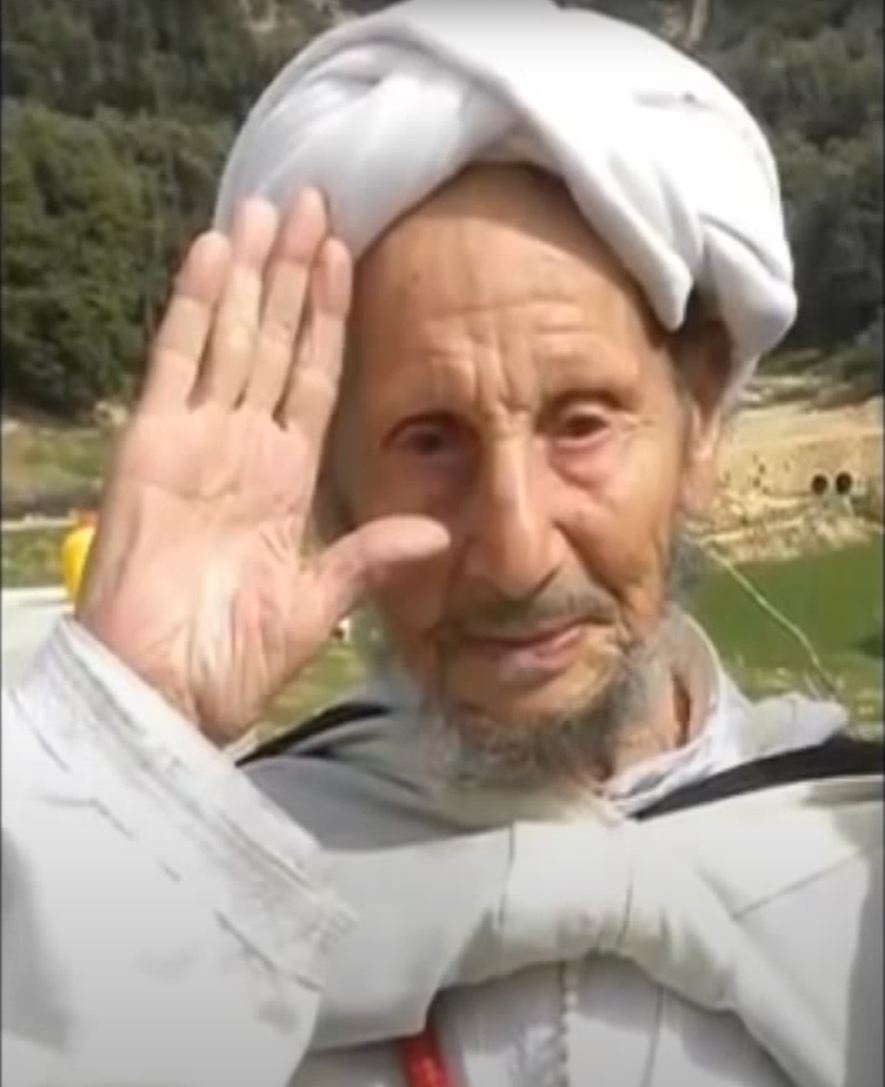
Mouha Oulhoussein Achiban

Mouha Oulhoussein Achiban (arabisch موحى والحسين أشيبان; * 1916 in El Kbab, Marokko; † 19. Februar 2016 ebenda), auch Oulhoucine oder Oulhouceine genannt, war ein marokkanischer Amazigh-Sänger und Tänzer.

## Leben
Mouha Oulhoussein Achiban wurde in einem kleinen Dorf in Azrou geboren und begann seine Karriere in den frühen 1950er Jahren. Nach Jahren der Erfahrung wurde er zu einer der bekanntesten Persönlichkeiten sowohl in Marokko als auch international. Er nahm an mehreren Festivals in Afrika, Europa und den Vereinigten Staaten teil und trug zur Verbreitung der berberischen Musikkunst der Ahidous bei. Der amerikanische Präsident Reagan gab ihm den Titel „der Maestro“, der ihm bis zu seinem Tod im Jahr 2016 folgte.